# Китайска философия
Повечето традиционна китайска философия произхожда от ерите Пролети и есени и Войнстващи държави по време на период, известен като „Сто школи на мисълта“, който се характеризира със значителни интелектуални и културни развития. Въпреки че повечето китайска философия започва в периода Войнстващи държави, елементи на китайската философия са съществували от няколко хиляди години, някои се намират в И Чинг (Книгата на промените), древен сборник за гадаене, който датира поне от 672 пр.н.е. По време на ерата Войнстващи държави възникват основните философски школи на Китай, конфуцианството, мохизма, легализма и даоизма, наред с философии, които впоследствие са засенчени, като агрикултурализма, китайския натурализъм и логиците.
След династия Цин, конфуцианството става доминиращата философска школа на Китай. Най-големите философски съперници на конфуцианството са легализма и мохизма през династия Хан. Легализмът като съгласувана философия в голяма степен изчезва поради връзката си в непопулярното авторитарно управление на Цин Шъхуанг, но много от нейните идеи и институции продължават да влияят на китайската философия до края на имперското управление по време на Синхайската революция. Мохизмът, макар и популярен в първо време поради наблягането си на братската любов, за разлика от суровия легализъм на Чин, губи благосклонност по време на династия Хан поради усилията на конфуцианците да установят своите възгледи като политически ортодоксални. През ерата Шест династии се издига философската школа Суансуе и узрява китайски будизъм, навлязъл в Китай от Индия по време на късните династии Хан. До времето на династия Тан петстотин години след пристигането на будизма в Китай, той есе е превърнал в напълно китайска религиозна философия, доминиран от школите чан будизъм. Неоконфуциантството става високо популярно по време на династиите Сун и Мин в значителна степен поради съчетаването на конфуцианска и чан философия.
Конфуцианството представлява събраните учения на китайския мъдрец Конфуций, живял от 551 до 479 г. пр.н.е. Неговата философия се занимава с полетата на етиката и политиката, наблягайки на личния и правителствения морал, правилност на социални връзки, справедливост, традиционализъм и искреност. Аналектите наблягат на важността на ритуалите, но също и на важността на 'рен', което свободно се превежда като 'човекосърдечие', Конфуцианството, заедно с легализма, е отговорен за създаването на първата в света меритокрация, според която статутът на човек трябва да се определя от образованието и характера му, а не от рода, богатството или приятелството. Конфуцианството е имало и продължава да има голямо влияние върху китайската култура, китайската държава и околните региони на Югоизточна Азия.
През 19-и и 20 век китайската философия интегрира понятия от Западната философия. Анти-династия Цин революционери, участвали в Синхайската революция гледат на Западната философия като на алтернатива на традиционните философски школи. Ученици в движението Четвърти май призовават за премахване на старите имперски институции и практики в Китай. По време на тази епоха, китайските учени се опитват да инкорпорират западни философски идеологии като демокрацията, марксизма, социализма, либерализма, републиканизма, анархизма и национализма в китайската философия. Най-видните примери са идеологията Три принципа на народа на Сун Ятсен и маоизма на Мао Дзъдун, вариация на марксизма-ленинизъм. В модерната Китайска народна република официална идеология е социалистическа пазарна икономика на Дън Сяопин.
Въпреки че Китайската народна република традиционно е враждебна към философията на древен Китай, влиянията на миналото са все още дълбоко вкоренени в китайската култура. В епохата на пост-китайска икономическа реформа съвременната китайска философия се е появила отново във форми като неоконфуцианството. Както в Япония, философията в Китай е станала смесица от идеи. Тя приема нови понятия, докато се опитва също да придаде на старите вярвания подобаващото им се. Китайската философия все още носи дълбоко влияние върху хората в Източна Азия, и дори Югоизточна Азия.